# 爱德华·阿奇博尔德
爱德华·阿奇博尔德（英語：Edward Archibald，1884年3月29日—1965年3月20日），加拿大男子田径运动员。他曾代表加拿大参加1908年夏季奥林匹克运动会田径比赛，获得一枚铜牌。他于1965年在多伦多去世。